# استاروموناسیپوو
استاروموناسیپوو (انگلیسی: Staromunasipovo) یک شهرک در شهرستان بورزیانسکی باشقیرستان کشور روسیه است.